# Rauvolfia verticillata
Rauvolfia verticillata är en oleanderväxtart som först beskrevs av João de Loureiro, och fick sitt nu gällande namn av Henri Ernest Baillon. Rauvolfia verticillata ingår i släktet Rauvolfia och familjen oleanderväxter. Inga underarter finns listade i Catalogue of Life.